# 더 그레이트 핵
더 그레이트 핵(The Great Hack)은 미국에서 제작된 카림 아메르, 젠느 누젬 감독의 2019년 다큐멘터리 영화이다.
2019 선댄스 영화제에서 초연되었으며 넷플릭스를 통해 2019년 7월 24일 정식 개봉했다.

## 출연
- Carole Cadwalladr
- David Carroll
- Brittany Kaiser
- Julian Wheatland
- Roger McNamee
- Christopher Wylie